# Марк Киспий
Марк Киспий (Marcus Cispius) е политик на Римската република през 1 век пр.н.е. Произлиза от фамилията Киспии.
Принадлежи към приятелския кръг на Цицерон.
През 57 пр.н.е. той е народен трибун. С бащата си и брат си помага на Цицерон да се върне обратно от изгнанието. След 54 пр.н.е. той е претор.